# Rydbo station
Rydbo station är en station på Roslagsbanan i samhället Rydbo i Österåkers kommun, 20 km från Stockholms östra. Stationen består av en mittplattform mellan dubbelspåren. Plattformen nås från plattformsanslutningar i båda ändar. Antalet påstigande en genomsnittlig vintervardag (2021) har beräknats till 250.